# Luis Cabrera (futbolista)
Luis Alejandro Cabrera Maurera (Maturín, 23 de enero de 1994) es un futbolista venezolano, que juega como defensor y su actual equipo es el Monagas SC de la Primera División de Venezuela.

## Clubes
| Club       | País      | Año              |
| ---------- | --------- | ---------------- |
| Monagas SC | Venezuela | 2016-Actualmente |

## Monagas Sport Club
Anotó su primer gol en el apertura de 2016 ante Trujillanos el 9 de abril de 2016.

## Palmarés

### Campeonatos nacionales
| Título           | Club    | País      | Año  |
| ---------------- | ------- | --------- | ---- |
| Torneo Apertura  | Monagas | Venezuela | 2017 |
| Primera División | Monagas | Venezuela | 2017 |